# Laminospongia
Laminospongia is een geslacht van sponsdieren uit de klasse van de Demospongiae (gewone sponzen).

## Soort
- Laminospongia subtilis Pulitzer-Finali, 1983